# Жерновка (приток Лавы)
Жерновка — канава или малая река в России, в Правдинском районе Калининградской области. Длина реки — 22 км, площадь водосборного бассейна — 66,9 км², впадает реку Лаву в 33 км от устья.

## География и гидрология
Речка берёт своё начало у российско-польской границы, поблизости от посёлка Дворкино, протекая через него и село Севское. Река Жерновка является правобережным притоком реки Лавы, её устье расположено у посёлков Курортное и Прогресс.

## Данные водного реестра
По данным государственного водного реестра России относится к Балтийскому бассейновому округу, водохозяйственный участок реки — Преголя. Относится к речному бассейну реки Неман и рекам бассейна Балтийского моря (российской части в Калининградской области).
Код объекта в государственном водном реестре — 01010000212104300010350.